# 돈바스

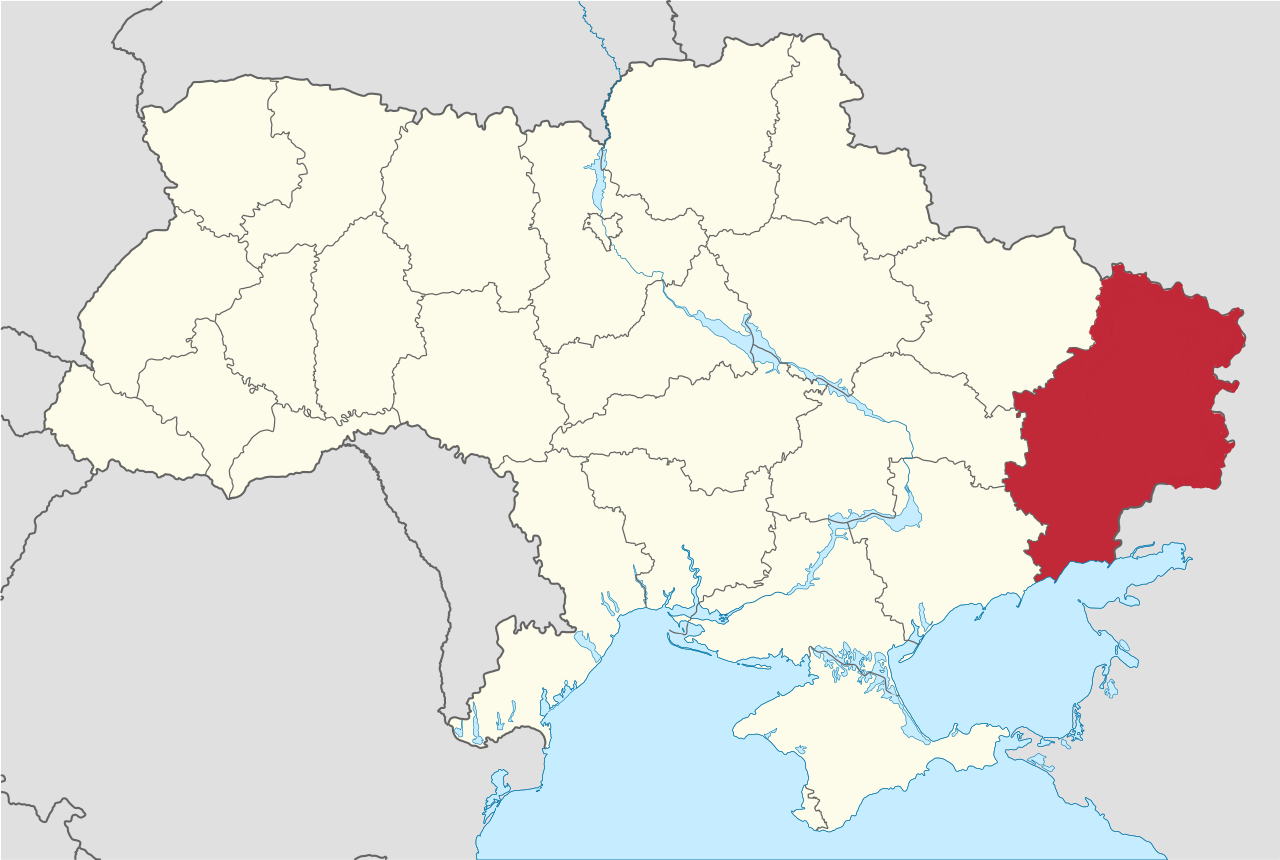
우크라이나 내 돈바스를 단순화하여 나타낸 지도.

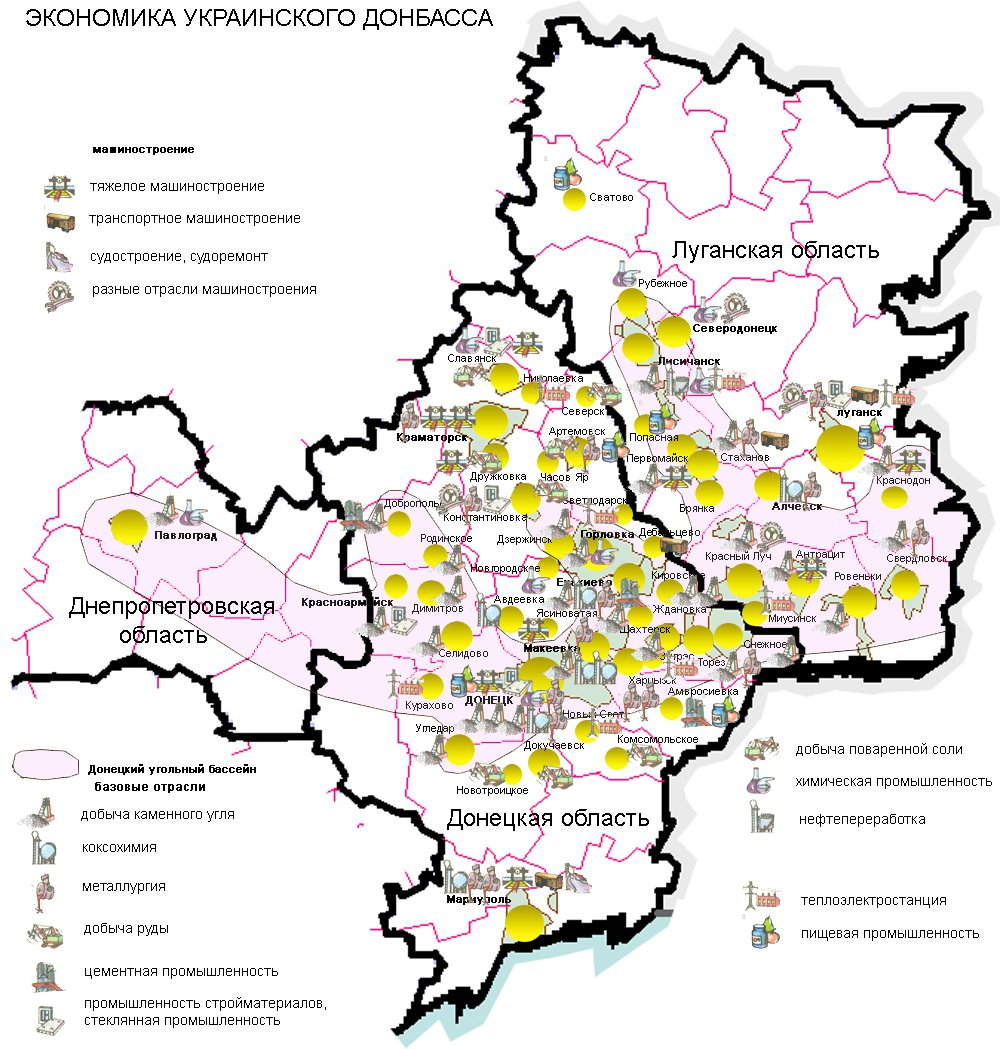
돈바스 지역의 경제 지도. 비공식적인 돈바스 지역은 분홍색으로 나타냈다. 공식적인 주 경계는 검은색으로 나타냈다.

돈바스(우크라이나어: Донбас, 러시아어: Донба́сс, 영어: Donbas, Donbass, 문화어: 돈바쓰) 또는 도네츠 분지(우크라이나어: Донецький басейн, 로마자 표기: Donetskyi basein; 러시아어: Донецкий бассейн, 로마자 표기: Donetskiy bassein)는 우크라이나 동부와 러시아 남동부의 역사·경제·문화적 지역을 가리키는 명칭이다. 이 명칭은 세베르스키도네츠강에서 따 왔다. 이 지역은 19세기 말부터 석탄 광산 지역으로 빠르게 진행된 산업화로 인해 도시의 쇠퇴와 오염을 겪고 있는 지역이다. 돈바스는 유로리전에서 우크라이나의 도네츠크주와 루한스크주, 러시아의 로스토프주를 포함한다. 이 지역에서는 2014년 4월 이후부터 돈바스 전쟁을 겪고 있다.

## 같이 보기
- 돈바스 아레나
- HC 돈바스 — 지역 이름을 딴 도네츠크의 아이스하키 팀
- 히르바스 — 우크라이나 중앙 지역의 중요 경제 지역
- 루르 지방 - 중앙유럽의 주요 경제 지역
- 돈바스 전쟁